# 湯ノ里駅

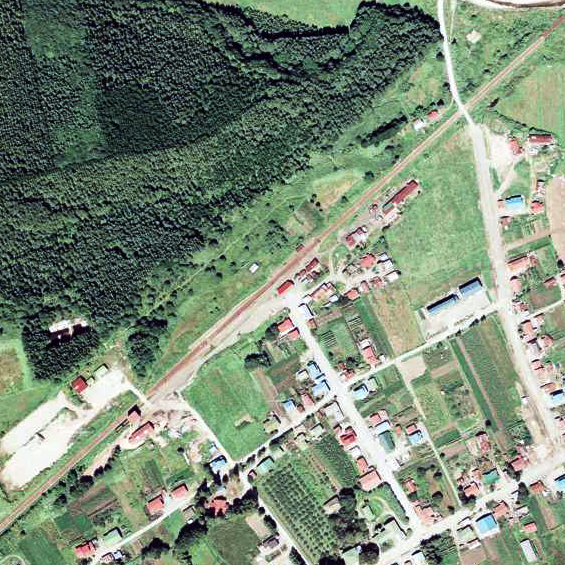
1976年の湯の里駅と周囲約500 m範囲。左下が松前方面。島状だが駅裏片側使用の単式ホーム1面1線と、ホームと駅舎間に貨物積卸線が1線敷かれている。松前方駅表に木工所の引込線（昭和45年版全国専用線一覧にて0.1km）があり、2両の無蓋車が見える。

湯ノ里駅（ゆのさとえき）は、かつて北海道上磯郡知内町字湯ノ里に設置されていた、北海道旅客鉄道（JR北海道）松前線の駅（廃駅）である。電報略号はユサ。事務管理コードは▲141503。
1980年（昭和55年）まで運行されていた、急行「松前」の停車駅だった。

## 歴史

### 年表
- 1938年（昭和13年）10月21日：国有鉄道福山線の渡島知内駅 - 碁盤坂駅（後の千軒駅）間開通に伴い、一般駅として開業[1]。
- 1949年（昭和24年）6月1日：日本国有鉄道法施行に伴い、日本国有鉄道（国鉄）に継承。
- 1953年（昭和28年）11月8日：福山線が松前線に改称。
- 1963年（昭和38年）12月1日：準急「松前」運行開始。
- 1970年（昭和45年）12月12日：業務委託駅となる[3]。
- 1980年（昭和55年）10月1日：急行「松前」廃止により、優等列車の停車がなくなる。
- 1982年（昭和57年）11月15日：貨物の取り扱いを廃止[1]。
- 1984年（昭和59年）2月1日：荷物の取り扱いを廃止[1]。
- 1986年（昭和61年）11月1日：業務委託廃止。無人駅となり[4]、近距離乗車券は駅前の宮下日通営業所で販売。
- 1987年（昭和62年）4月1日：国鉄分割民営化に伴い、北海道旅客鉄道（JR北海道）に継承[1]。
- 1988年（昭和63年）2月1日：松前線の全線廃止に伴い、廃駅となる。

### 駅名の由来
所在した地名より。当地はアイヌ語で「（水深が）浅い・鮭の産卵場（イチャン/ichan）」を表す「ハキチャニ（hak-ichani）」から、「萩砂里（はぎさり・はぎちゃに）」と呼ばれていたが。本駅が開設される前の1929年（昭和4年）に、周辺地区と地名の統合・整理が行われ、地区内にある知内温泉から「湯ノ里」へ改称された。

## 駅構造
廃止時点で、単式ホーム1面1線を有する地上駅であった。ホームは、線路の南側（松前方面に向かって左手側）に存在した。業務委託駅となっており、駅舎はホームの東側に位置し、通路で連絡した。

## 利用状況
- 1981年度（昭和56年度）の1日乗降客数は96人[7]。

## 駅周辺
駅近辺が青函トンネルの出入口になっている。
- 湯の里知内信号場 - 1988年（昭和63年）3月13日、海峡線開業時に「知内信号場」として開設。松前線の廃止で湯ノ里駅と渡島知内駅を失った地元の請願で1990年（平成2年）7月1日に「知内駅」に昇格、北海道新幹線開業に伴い2014年（平成26年）3月15日廃止、2016年（平成28年）3月26日に現在の名称で再び信号場となる[8]。
- 国道228号 - 駅から南に約1 km。駅からゆるい坂を下る[7]。
- 道の駅しりうち - 海峡線湯の里知内信号場に隣接。
- 湯ノ里郵便局
- 知内町立湯の里小学校
- 湯の里大橋
- 知内温泉 - 駅から西に約3 km。湯ノ川流域にある[7]。
- 湯ノ川 - 駅から西に約3 km[7]。
- 知内川
- 函館バス「湯の里第一」停留所

## 駅跡
2010年（平成22年）時点では何も残っておらず、空き地になっている。駅跡付近の線路跡はアスファルト舗装され、道路化されている。駅名標のレプリカがある。

## 隣の駅
北海道旅客鉄道（JR北海道）
松前線
重内駅 - 湯ノ里駅 - 千軒駅